# Nu mă atinge-mă

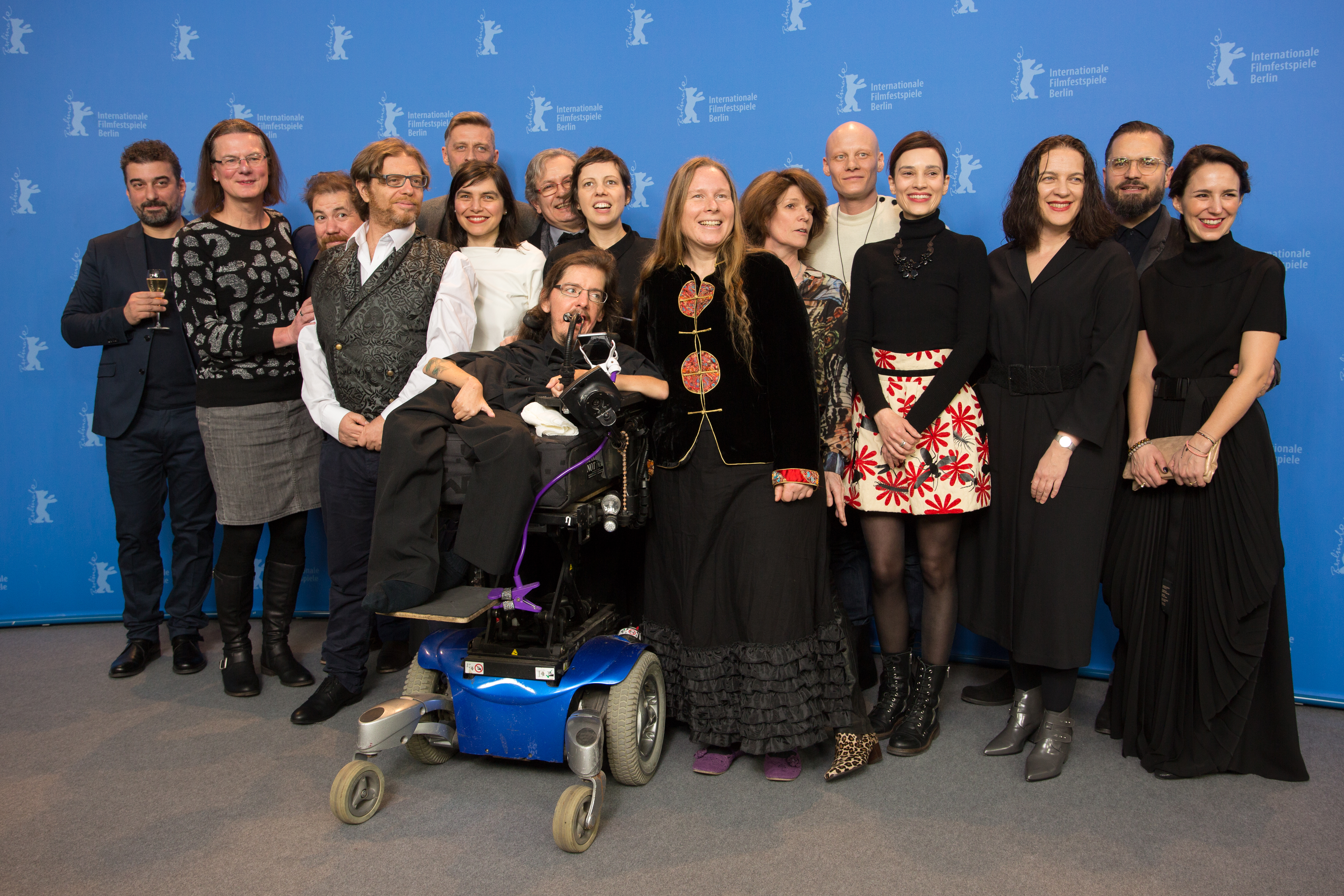
Echipa filmului la Festivalul Internațional de Film de la Berlin din 2018

Nu mă atinge-mă (Touch Me Not în original) este un film românesc din 2018 regizat de Adina Pintilie. Rolurile principale au fost interpretate de actorii Laura Benson, Tómas Lemarquis. În februarie 2018, lungmetrajul de debut al Adinei Pintilie, a câștigat trofeul Ursul de Aur al celei de-a 68-a ediții a Festivalului de Film de la Berlin.

## Prezentare
O explorare personală a intimității, a inabilității unor oameni de a atinge sau de a fi atinși.
La granița dintre ficțiune, documentar și artă vizuală, experimentând curajos atât la nivel de conținut cât și de limbaj cinematografic, Nu mă atinge-mă este o investigare personală a ideii de intimitate, a nevoii umane de contact autentic. O femeie și doi bărbați aflați în căutarea intimității. Pierdute în imensitatea rece a orașului, singurătățile lor se întâlnesc - întâmplător sau din voia destinului - într-o stranie încercare de contact.

## Distribuție
Distribuția filmului este alcătuită din:
- Rainer Steffen — Ștefan
- Annett Sawallisch — Infirmiera
- Tómas Lemarquis — Tudor
- Christian Bayerlein — Christian
- Dirk Lange — Radu
- Hermann Mueller — Paul
- Irmena Chichikova — Mona
- Laura Benson — Laura
- Georgi Naldzhiev — Gigolo
- Seani Love — Seani Love
- Grit Uhlemann — Grit